# Бернд Шухтер
 Бе́рнд Шу́хтер (нім. Bernd Schuchter; *1977 , Інсбрук) — австрійський письменник, рецензент, видавець та куратор літературних заходів. Входить до кількох письменницьких об'єднань Австрії (Literatur Vorarlberg, IG Autorinnen Autoren, Grazer Autorinnen Autorenversammlung). Лауреат престижних літературних премій, зокрема Нагороди Теодора Кьорнера у категорії "література" у 2017 році. З 2015 року був стипендіантом вже п'яти літературно-мистецьких програм. 
Живе з сім'єю в Інсбруці.

## Життєпис
Бернд Шухтер народився 1977 року в австрійському місті Інсбрук. Шухтер вивчав германістику, історію й філософію в Інсбруському університеті. Починаючи з 2006 року став видавцем у заснованому ним видавництві "Limbus Verlag".
У 2007 році Шухтер став лауреатом премії "Prosapreises Brixen/Hall". У 2014 він посів третє місце Мистецької премії міста Інсбрук, а 2017 став одним з двох лауреатів Нагороди Теодора Кьорнера у категорії "література".

## Твори
Романи
- Камуфляж (Camouflage). Роман, готується до друку, 2017
- Пора вітрів (Föhntage). Роман. Відень: Braumüller, 2014
- Лінк та Лерке (Link und Lerke). Роман. Інстбрук: Laurin, 2013

Інші прозові твори
- Gebrauchsanweisung für Tirol. Тревелог. Мюнхен: Piper Verlag, 2017
- Jacques Callot und die Erfindung des Individuums. Історичне ессе. Відень: Braumüller, 2016.
- Innsbruck abseits der Pfade. Тревелог. Відень: Braumüller, 2015
- Jene Dinge. Наратив.[4] Гогенемс: Limbus, 2008; Інстбрук: Limbus, 2014
- Napoleon. Новела. Limbus, 2007 (під псевдо Tobias Schiefer)
- Meretlein. Наратив.[4] Мюнстер: Neues Literaturkontor, 2003
- Schattentraum. Наратив.[4] Лібштадт: Schwarzenraben, 2002

Різне
- Étienne de La Boétie: Abhandlung über die freiwillige Knechtschaft. Словник та передмова: Бернд Шухтер. Інстбрук: Limbus, 2016

## Переклади українською
- Бернд Шухтер. Пора вітрів. Переклад з німецької: Олександра Григоренко. Чернівці: Книги-ХХІ. 2016. 151 стор. ISBN 978-617-614-133-4 (Бібліотека німецькомовної літератури "Меридіан серця")[5]